# جینداباین (فیلم)
جینداباین (به انگلیسی: Jindabyne) فیلمی محصول سال ۲۰۰۶ و به کارگردانی ری لارنس است. در این فیلم بازیگرانی همچون گابریل بیرن، لورا لینی، دبورا-لی فرنس، جان هاوارد و کریس هیوود ایفای نقش کرده‌اند.